# Malaya-Rundblattnase

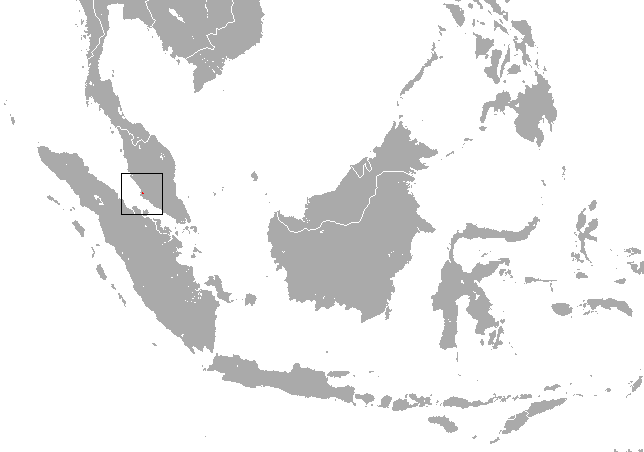
Fundort des Typusexemplars, Punkt im Kasten

Die Malaya-Rundblattnase (Hipposideros nequam) ist ein wenig erforschtes Fledertier in der Gattung der Altwelt-Rundblattnasen. Eine bisherige Annahme, dass die Art eng mit der Zweifarbigen Rundblattnase (Hipposideros bicolor) verwandt ist sollte überprüft werden. Das Typusexemplar wurde schon vor 1893 von William Ruxton Davison einer wissenschaftlichen Sammlung zugeführt.

## Merkmale
Da das Typusexemplar teilweise zerstört ist, können nur wenige Angaben bestätigt werden. Die Malaya-Rundblattnase hat 46 mm lange Unterarme, Ohren von 19 mm Länge und ein Nasenblatt, das 8 mm lang und 6 mm breit ist. Im Oberkiefer ist der zweite Prämolar pro Seite klein und in der Zahnreihe.

## Verbreitung und Lebensweise
Das einzige bekannte Exemplar wurde im Stadtgebiet von Klang in Malaysia gefunden. Wie das Gebiet um 1893 gestaltet war ist nicht bekannt. Alle Informationen zum Verhalten fehlen.

## Gefährdung
Am Fundort gab es 1918 einen geschützten Park. Nach diesem Zeitpunkt gab es keine weiteren Funde. Die IUCN listet die Art mit unzureichende Datenlage (data deficient).